# Harry Howard Barton Allan
Harry Howard Barton Allan (Nelson, 27 de abril de 1882-1957) fue un docente y botánico neozelandés.

## Biografía
Fue el cuarto hijo y el más joven de seis, de Robert Allan, y de Emma Maria Lewis. Comienza sus estudios en la Escuela Central de Nelson e ingresa al Colegio Nelson con una beca, donde gana premios por literatura y atletismo, completando su B.A. Enseña en la Costa Oeste, en Denniston y en Auckland, donde continua sus estudios universitarios, graduándose M.A. en 1908.
Enseña en Napier, siendo maestro de inglés en la Escuela Superior Waitaki, de 1915 a 1917); agricultura en "Ashburton High School" de 1918 a 1922), y de inglés en "Feilding Agricultural High School" de 1923 a 1927. Como maestro de idioma fue exitoso, y sus clases en botánica de agricultura en Waitaki, haya sido la primera en la historia.
En 1908 se casa con Louise Arnold, de Korere.
Comienza a trabajar en Botánica en 1917, con la flora del Monte Peel, Canterbury, con la dirección de Leonard Cockayne, que lo dirige en su tesis doctoral, que defiende en 1923.
Los siguientes diez años, colabora con Cockayne en publicaciones importantes botánicas, con evidencia de mucho detalle del hibridismo en la flora de Nueva Zelanda, recibiendo, en 1927, fondos de la Real Sociedad de Londres para estudios de campo de híbridos en muchas partes de Nueva Zelanda.
En 1928, resigna la enseñanza, y trabaja en la Unidad de Botánica Sistemática en la Estación de Investigación vegetal, en Palmerston North, y luego se transfiere a Wellington bajo la D.S.I.R. en 1937, y es el primer Director de su División Botánica hasta su retiro en 1948.
Trabaja en una nueva Flora, para reemplazar y ampliar el Manual de la Flora de Nueva Zelanda, de T.F.Cheeseman, cuya segunda edición aparece en 1925.
En 1930, estudia la flora de Nueva Zelanda de colecciones en herbarios ingleses, en una visita apoyada en parte por la "Cámara Imperial de Mercados". Otro periodo de estudio, lo hace en Kew en 1950, cuando participa del "VII Congreso Internacional de Botánica", en Estocolmo, como vicepresidente de la Sección PHG.
La mayor parte del Vol. 1 de la Flora, incluyendo todas las especies indígenas vasculares, excepto monocotiledóneas, las completa antes de fallecer Allan, en Wellington el 29 de octubre de 1957.
Intensa conexión con la "Real Sociedad de Nueva Zelanda que lo tiene de miembro en 1928, la "medalla Hutton Memorial" en 1941, la "Medalla y Premio Hector Memorial" en 1942. Fue su presidente en 1943–45. Fue miembro correspondiente de la Sociedad Sueca de Fitogeografía; y miembro extranjero de la "Real Sociedad de Ciencias y Letras de Gotenburgo.
En la celebración del 250.º aniversario del nacimiento de Linneo en 1957, fue uno de los doce eminentes biólogos en recibir el grado honorario de "Doctor en Filosofía y Máster de Artes de la Universidad de Upsala.

## Obra
- Flora of New Zealand, Vol. 1 (1961)
- New Zealand Trees and Shrubs and How to Identify Them (1928)
- An Introduction to the Grasses of New Zealand (1936)
- A Handbook of the Naturalized Flora of New Zealand (1940)

Y más de 100 papeles botánicos.
El entrenamiento formal de Allan en botánica se limitó a pocas y apreciadas conferencias de A.P.W. Thomas en Auckland. Aprendió mucho en compañía de sus niños alumnos en clase y a campo, pero fue Leonard Cockayne su real maestro. Buena atención, excelente observador, ávido lector, tomaba sus cursos prácticos en el campo con maestros , no tan solo Cockayne, sino botánicos visitantes como Lotsy, de Holanda, Hill, de Kew, Du Rietz, de Upsala, y Sledge, de Leeds.
Su enorme biblioteca se encuentra hoy en la "Botany Division, D.S.I.R."
- La abreviatura «Allan» se emplea para indicar a Harry Howard Barton Allan como autoridad en la descripción y clasificación científica de los vegetales.[1]